# 한필호
한필호(韓弼昊, 1886년 7월 16일~1911년 1월)은 한국의 독립운동가이다.

## 생애
1886년 7월 16일에 조선 황해도 신천에서 태어난 그는 신민회 소속으로 황해도 지회에서 활동했다.
1906년에 최용권(崔龍權), 김효영(金孝英), 김홍량(金鴻亮) 등과 안악에서 중학교를 세우며 양산중학교(楊山中學校)와 안악군면학회(勉學會)의 사범강습소(師範講習所)에서 계몽운동을 펼치던 중 안명근 사건과의 관련 혐의로 체포되어 고문을 받던 중 사망했다.
1991년에 대한민국 정부는 그의 공훈을 기려 건국훈장 애족장을 추서했다.